# Lametila abyssorum
Lametila abyssorum är en musselart. Lametila abyssorum ingår i släktet Lametila och familjen Lametilidae. Inga underarter finns listade i Catalogue of Life.